# 三島中洲
三島 中洲（みしま ちゅうしゅう、文政13年12月9日（1831年1月22日） - 大正8年（1919年）5月12日）は、江戸時代末期から大正時代の漢学者、東京高等師範学校教授、新治裁判所長、大審院判事、東京帝国大学教授、東宮御用掛、宮中顧問官、二松學舍大学の前身となる漢学塾二松學舍の創立者である。重野安繹、川田甕江とともに明治の三大文宗の一人に数えられる。正三位。大東文化協会初代理事長。
本名は毅で、字は遠叔、通称貞一郎、中洲は号。
地元の名族三村氏の子孫を称した。

## 生涯

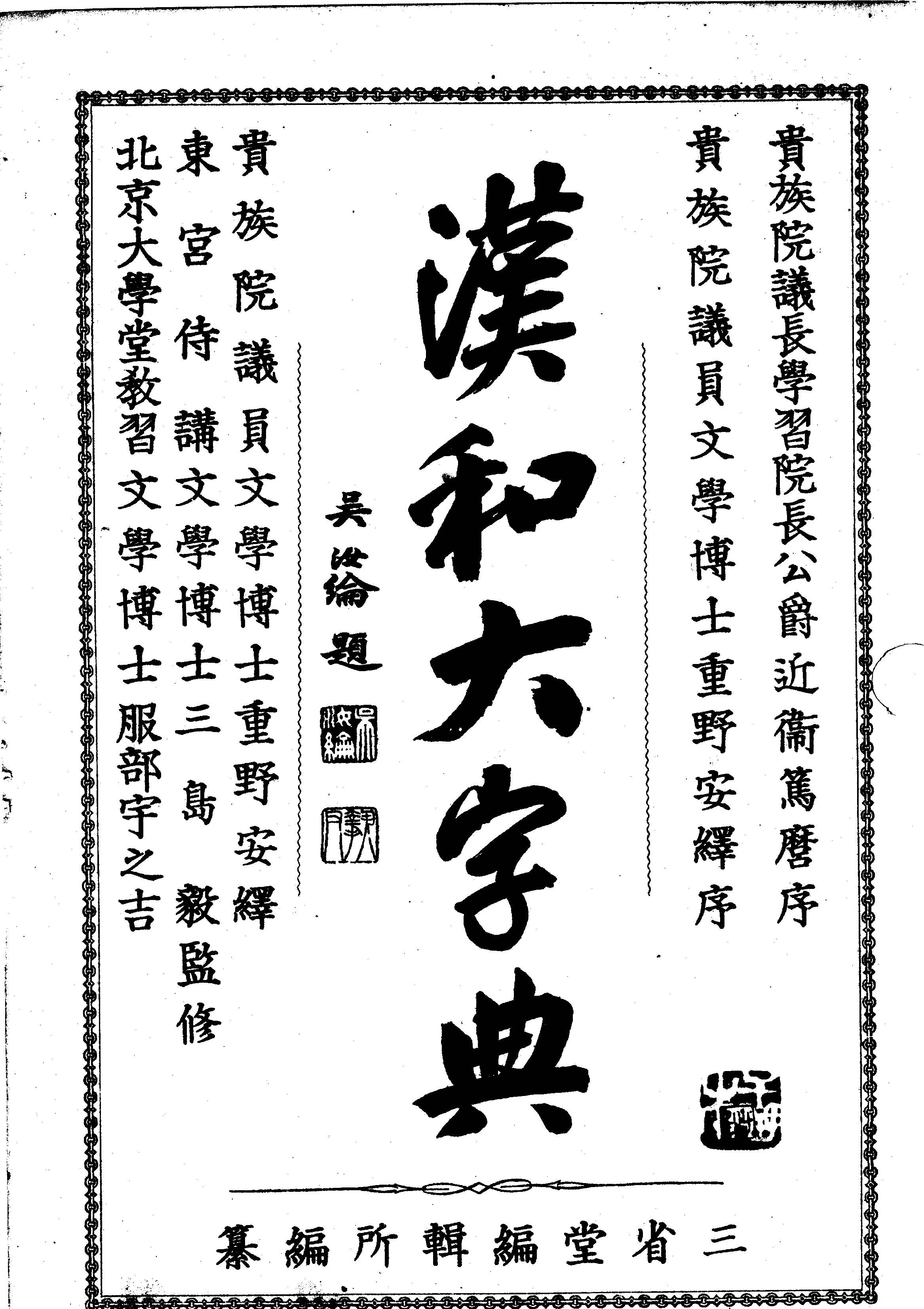
三島が編集に携わった漢和大字典（三省堂・1903年）

1830年備中国窪屋郡中島村（現岡山県倉敷市中島）に生まれる。1843年、備中松山藩の山田方谷に、1852年からは伊勢国（三重県）津藩の斎藤拙堂に儒学を学んだ。1854年の黒船来航の際は江戸に出向き、危機感を抱いて著した書物が認められ、帰郷すると藩への出仕を勧められた。翌年には再び江戸に上って昌平黌に入り、佐藤一斎や安積艮斎に師事、1859年、故郷に戻り、藩校有終館で陽明学を教えた。中洲は儒学を重要視する一方、技術面では西洋の良いところを取り入れることを献策していたため、尊皇攘夷思想たちには疎んじられていた。明治維新後は政府の大審院判事に取り立てられたが、やがて政府の財政難によって退職し、自宅に漢学塾二松學舍を創設し、二松學舍大学のもとを築いた。

### 幼少時代
文政13年（1830年）12月9日、備中国窪屋郡中島村（現岡山県倉敷市中島）に里正の三島正昱（寿太郎）・柳の次男として生まれる。本名は毅、字は遠叔、通称、貞一郎、別号に桐南、絵荘、陪鶴、陪龍、また風流判事と詩作のとき用いていることがある。天保8年（1837年）2月、8歳のとき父寿太郎が江戸で死去する。この頃、寺子屋で習字を習い、11、2歳の頃、丸川松隠の養子・達龍について四書五経の素読を受ける。

### 私塾牛麓舎時代
天保14年（1843年）8月、14歳のとき備中松山藩の儒者山田方谷の私塾牛麓舎に入り、19歳のとき塾長となる。備中松山藩の元締、吟味役となり、藩務多忙の方谷にかわり舎生の訓育に当たる。この頃貞一郎と称す。嘉永5年（1852年）3月、23歳のとき伊勢津藩の斎藤拙堂に師事する。翌年、『探辺日録』を作る。在津中、玉乃世履、鶴田皓を知る。安政3年（1856年）3月、伊勢を去り、翌年備中松山藩藩士となる。

### 江戸へ
安政5年（1858年）4月、28歳のとき藩主の許しを得て江戸に出て昌平黌に入り、佐藤一斎、安積艮斎に学ぶ。翌年帰郷し、6月に藩主に召されて松山藩に赴き、藩校有終館会頭に就任。31歳のとき再び江戸に遊び、昌平黌詩文掛となる。文久元年（1861年）4月、32歳のとき有終館学頭・吟味役となり、有終館学制改革を行う。6月に松山城の登山口に当る小高下に200坪の宅地を賜り、虎口渓舎と名付け念願の漢学塾を開いた。学徒は十二藩に及び塾舎常に60人から70人を越したという。明治政府出仕の命による東京上京まで11年間にわたって師弟の教育にあたった。慶應3年（1867年）9月、38歳のとき奉行格となり洋学総裁兼務となる。この年の10月14日江戸幕府十五代将軍徳川慶喜が政権を朝廷に返還する。

### 漢学の再興

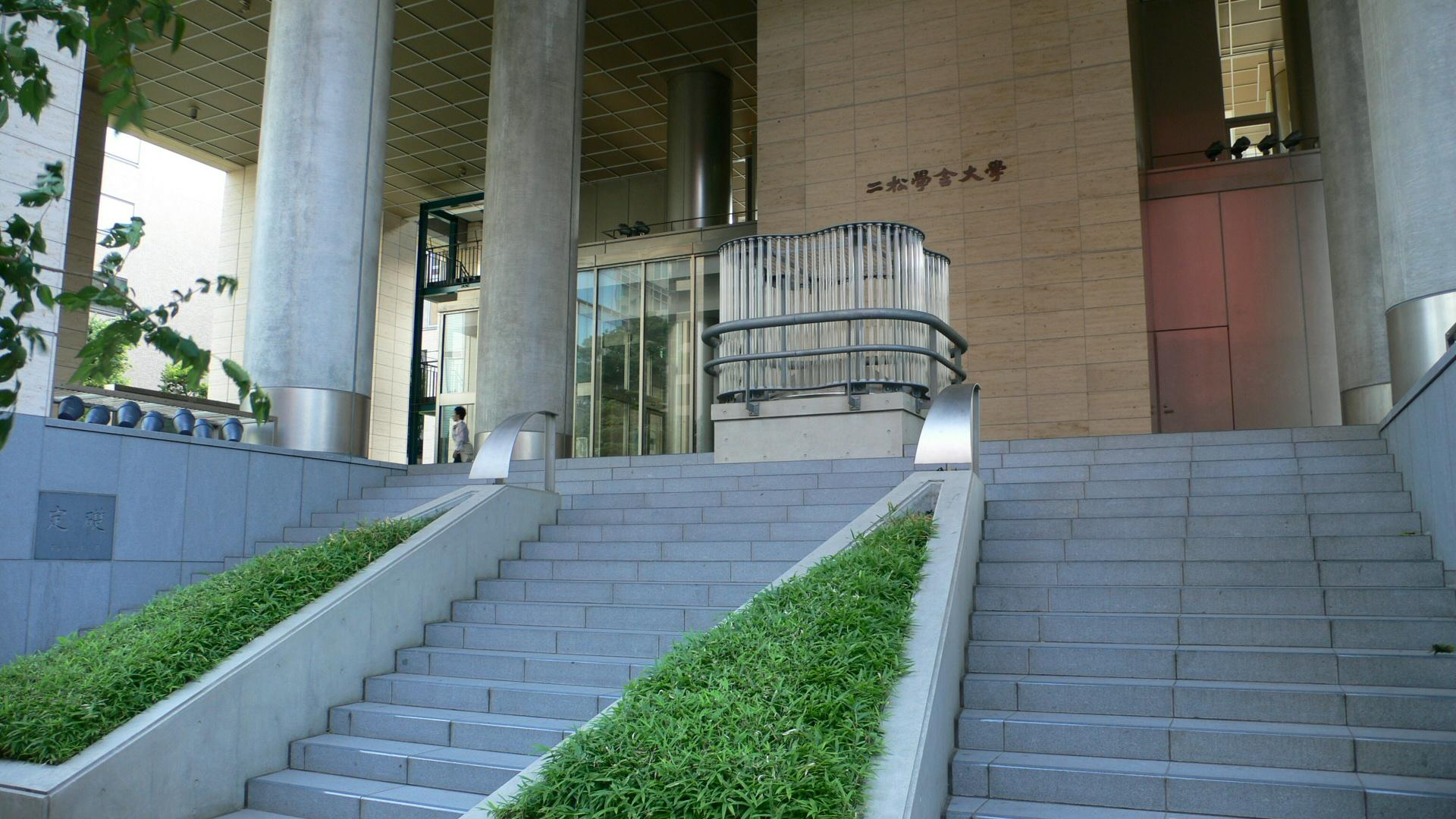
現在の二松學舍大学

明治10年（1877年）9月に中村敬宇、重野安繹、川田甕江、鷲津毅堂、阪谷朗廬、川北梅山、南摩綱紀らと邸内に経国文社を興す。経国文社の名は曹丕『典論』の「文章経国之大業、不朽之盛事（文章は経国の大業にして、不朽の盛事なり）」に因み、師斎藤拙堂から教訓として「経国之大業」なる書が贈られた。そして10月10日、48歳のとき、東京府麹町区一番町43番地に漢学塾二松學舍を創立した。翌月には二松學舍分校となる柳塾を湯島天神町三丁目3番地内の西郷盛之邸内に設ける。翌年1月東京師範学校の嘱託講師となる。11月には二松學舍に洋算一科を増設する。
明治25年（1892年）9月、國學院教授となる。明治32年（1899年）3月、文学博士の学位を受ける。翌年、7月二松學舍に国語科（現在の国文学科）を併置する。明治45年（1912年）8月、東宮侍講を辞し、宮内省御用掛を拝命する。大正8年（1919年）5月12日、流行性感冒（スペインかぜ）のため三番町の自宅で死去する（90歳）。正三位に叙し旭日大綬章を授与される。

### 年譜
- 1837年（天保8年）：父を亡くし、寺子屋で習字を習う
- 1840年（天保11年）：丸川松隠の養子龍達について四書五経の素読を学ぶ
- 1843年（天保14年）：発奮して備中松山藩の儒者山田方谷の門人となり、九年の薫陶を受ける
- 1852年（嘉永5年）：伊勢津藩の斎藤拙堂に師事
- 1857年（安政4年）：備中松山藩に仕えた。
- 1858年（安政5年）：藩主の許しを得て江戸に出て昌平黌に学び、業を佐藤一斎・安積艮斎より受ける。
- 1859年（安政6年）：帰郷、藩主に召されて松山藩に赴き、藩学有終館会頭に就任
- 1860年（万延元年）：昌平黌に寓し、選ばれて詩文掛となる。
- 1861年（文久元年）：4月帰藩、藩学有終館学頭に進む。そしてまた、居宅を賜り、虎口渓舎と呼んだ。
- 1865年（慶応元年）：道中納言として藩主に従って上京
- 1866年（慶応2年）：大阪に祇役し慶喜公に謁す
- 1867年（慶応3年）：9月洋学総裁兼務
- 1868年（明治元年）：正月15日に岡山藩が勅を奉じて松山藩を問罪して松山を囲み、老臣ならびに方谷と中洲主従、謝罪書の草案文字、大逆無道の四字に怒り、死を覚悟して抗議する。その請願に鎮撫使は心を打たれ、軽挙暴動の四字に代える。中洲は老臣の大石如雲に従って問罪使にその書を奉呈し、降を乞う。8月、板倉勝弼を仮藩主とし、その傅となる。
- 1871年（明治4年）：9月24日、母・柳、63歳にして病没
- 1872年（明治5年）：7月、徴命あって9月、司法省に出仕
- 1873年（明治6年）：新治（今の土浦）裁判所長
- 1875年（明治8年）：4月、東京裁判所に転任、6月、一番町に邸を購う。
- 1876年（明治9年）：大審院民事課に転じ、特別判事七員の一人となる。
- 1877年（明治10年）：大審院判事廃官のため判事退職。この年の6月26日、師山田方谷は73歳の生涯を閉じる。10月10日二松學舍創建
- 1878年（明治11年）：東京師範学校に出講。
- 1879年（明治12年）：東京大学に出講
- 1880年（明治13年）：新邸に移る。柳塾を新築。
- 1881年（明治14年）：東京大学教授に任ぜられる。
- 1885年（明治18年）：東京学士院会員となる。
- 1886年（明治19年）：陽明学の教説・知行合一説にもとづいた「義利合一論」を初めて発表する。東京大学教授を退く。
- 1888年（明治21年）：大審院検事となる。
- 1891年（明治24年）：東京専門学校（現早稲田大学）講師となる。
- 1892年（明治25年）：國學院に招かれて斯学の教授を嘱託される。
- 1895年（明治28年）：東京帝国大学講師となる。
- 1896年（明治29年）：3月2日東宮御用掛となる。東京帝国大学講師を辞す。6月16日東宮侍講に任じられる。
- 1899年（明治32年）：1月7日天皇皇后に進講、3月27日文部省より文学博士の学位を授かる。5月「中洲文稿」を献上する。
- 1901年（明治34年）：勲三等瑞宝章を受章。
- 1906年（明治39年）：勅命にて木戸孝允の碑文を撰する。二松學舍創立三十年賀宴あり。
- 1908年（明治41年）：勲二等瑞宝章を受章。
- 1911年（明治44年）：二松義会成り、東宮より三百円下賜。二松學舍創立三十五周年賀宴
- 1914年（大正3年）：「論学三百絶」成る。
- 1915年（大正4年）：御用掛のまま宮中顧問官となる。二松學舍資金として壱万円下賜される。12月勲一等に叙せられる。
- 1919年（大正8年）：5月12日6時歿す。特旨により正三位勲一等旭日大綬章を授けられる。小池の里に葬る。

### 墓
池上本門寺善国寺墓地、三嶋家庭内三島中洲墓所（東京都目黒区目黒）にあったが、静岡県駿東郡小山町の冨士霊園に改葬され二松學舍創立135周年に際し、三島中洲忌にあたる5月12日に、墓参の会が実施された。

### 栄典
位階
- 1901年（明治34年）7月20日 - 従四位[2]
- 1906年（明治39年）7月30日 - 正四位[3]
- 1911年（明治44年）8月10日 - 従三位[4]

勲章
- 1901年（明治34年）6月27日 - 勲三等瑞宝章[5]
- 1908年（明治41年）6月25日 - 勲二等瑞宝章[6]
- 1915年（大正4年）12月1日 - 勲一等瑞宝章[7]

## 人物・思想
- 23歳の時伊勢の津に出て斎藤拙堂に師事、津藩は二酉（蔵書の多いこと）で知られ、典籍係の川北梅山は中洲が書籍を返すたびに「もう読んだのか!」と驚いたという。ここで5年学び、15種の著作を残し「備中に三島遠叔あり」と評判になる。後に「余の学、半ば津に成る」と述べている。
- 維新後松山藩は朝敵と見なされ藩の減封（5万石から2万石）、士族の減禄などが他藩より厳しく行われ、士族の困窮は甚だしかった。これを救済するため、中洲は板倉勝静、板倉勝弼、川田甕江らと諮り明治12年（1879年）、板倉家の財産と諸藩士の禄券（金禄公債証書）を合わせて資本金として第八十六国立銀行を高梁に設立した。
- 長男の三島桂は、実業家で、第八十六国立銀行の取締役に明治30年（1897年）1月から6月まで、また八十六銀行の取締役には同年7月から翌年11月まで就任していた。三男の雷堂（1878-1924）は、教育者。名は復。字は一陽。東京帝国大学文科を卒業後、二松学舎で教鞭を執った。著書に「陸象山哲学」「陸王哲学」「哲人山田方谷」など。『高梁古今詞藻』に詩を残している。桂の長男である三島一は、東洋史学者。東京帝国大学東洋史学科を卒業後、二松学舎や専修大学などで教鞭を執った。歴史学研究会などの代表を務めた。
- 弟子である山田準に済斎の号を授け後に二松學舍専門学校の初代校長となる。済斎と夏目漱石は同年の1867年生まれで、ともに二松学舎で三島に学んでいる。第五高等学校で済斎は漢文科主任、漱石は英語科主任となった。
- 御雇外国人のボアソナードとも親交があり、彼がフランスに帰国する際には『君不見日本帝国位東洋 山川秀麗風俗良 攻玉更資他山石 採漢取洋不問方（君見ずや日本帝国東洋に位す 山川秀麗風俗良し 玉を攻き更に資す他山の石 漢に採り洋に取り方を問わず）』という漢詩を彼に贈っている。

### 教育観
時流に逆らうかのごとく孔孟の教えに対し「泰西技術の学盛行し、斯道まさに地に堕ちんとす、ひそかに憂うる所有り」とし、その教育観は「今の世に生まれて古の道に反せざるをこひねがひ、常に此を以て自ら律す。又以て人に教へ実用の才を育み以て国家に報ぜんと欲す」というものだった。ついに師山田方谷の死を受けて明治10年（1877年）10月10日漢学私塾二松學舍を創設する。卒業生は7000人といわれる。

### 義利合一論
方谷の備中松山藩での藩政改革ではその右腕的存在であり、この時の経験から本当の君子は利益を賤しむのではなく、義に則った利益の得方・使い方が出来なければならないとする「義利合一論」を唱えた。この独自の思想「義利合一論」は、明治19年（1886年）「義利合一論」、明治41年（1908年）「道徳経済合一論」と題して東京学士会及び哲学会で講演している。またこれにより渋沢栄一とも意気投合し、中洲の死後、栄一は二松學舍の経営に関わることになった。

### 名の由来
後に方谷は門下の俊英として「剛毅」の二字を分け川田に「剛」三島に「毅」の字を与えたという。

### 書道への支援
生涯にわたって書道興隆に尽力し、のちに現代書道の父となる比田井天来が二松學舍の舎生となる。全国に天来の師である日下部鳴鶴が書を、三島が撰文した碑が数多く残されており、また三島自身多くの書を揮毫した。二松學舍には天来のほか、日本芸術院賞を受賞した鈴木翠軒、山田正平、浅見筧洞のほか、上田桑鳩、田代秋鶴など多くの書家が在籍していた。

## 逸話他
伯備線方谷駅は師の山田方谷が由来の駅名で、人名が由来となった珍しい例である。方谷駅の線路敷地には山田方谷の長瀬塾があり地元住人の請願で方谷駅とされた。当初鉄道省は人名を駅名にした例はなく反対した。山田方谷がいかに偉人であったか運動したが動かず、そこで弟子の三島中洲の名を持ち上げた。当時、中洲は90歳で亡くなっていたが、盛名は昭和になっても全国に轟、維新後の漢学の巨星であり、大正天皇の侍講ということもあって、その中洲の師ということで鉄道省も了解したという逸話がある。
28歳で帰郷した時、備中松山藩に仕官する時の条件として「仕官しても5年間の遊学を許可してほしい。藩に帰った後も時々、藩の外に出る事を許してほしい。40歳以前は儒職以外の職には就かせないと約束してほしい。経を講ずるときは必ずしも朱子の注によらなくても良いと認めてほしい」と進に手紙を渡している。

## 著作等
- 『霞浦游藻』
- 『三日文詩』
- 『中洲詩稿』
- 『中洲文稿』
- 『虎口存稿』
- 『詩書輯説』
- 『論学三絶』
- 『孟子講義』
- 『探辺日録』
- 『論語講義』